# 1551 Argelander
1551 Argelander eller 1938 DC1 är en asteroid upptäckt den 24 februari 1938 av den finska astronomen Yrjö Väisälä vid Storheikkilä observatorium. Asteroiden har fått sitt namn efter Friedrich Wilhelm August Argelander, en preussisk astronom verksam i Åbo.